# Natació als Jocs Olímpics d'estiu de 1908 - 1.500 metres lliures masculins
Els 1.500 metres lliures masculins va ser una de les sis proves de natació que es disputaren als Jocs Olímpics de Londres de 1908. Aquesta era la cursa més llarga de les tres proves d'estil lliure dins el programa de natació. Aquesta fou la primera ocasió en què es disputà aquesta distància en uns Jocs Olímpics, després que el 1904 es disputés la milla i el 1896 els 1.200 metres. La competició es disputà entre el dimarts 21 i el dissabte 25 de juliol de 1908. Hi van prendre part 19 nedadors procedents de 8 països diferents.

## Medallistes
| Or                 | Plata                  | Bronze                  |
| Henry Taylor (GBR) | Thomas Battersby (GBR) | Frank Beaurepaire (AZN) |

## Rècords
Aquests eren els rècords del món i olímpic que hi havia abans de la celebració dels Jocs Olímpics de 1908.
| Rècord del Món | ?           | ?           |                 |                 |
| Rècord Olímpic | 27:18.2 (*) | Emil Rausch | St. Louis (USA) | 6 setembre 1904 |

(*) una milla (1.609,34 m)
En la final Henry Taylor establí el primer rècord del món oficial sobre aquesta distància amb un temps de 22' 48,4".

## Resultats

### Primera ronda
La primera ronda es disputà el dimarts 21 de juliol. El més ràpid de cara sèrie i el millor segon passaven a semifinals.
Sèrie 1
| Posició | Nedador                  | Temps   | Qual. |
| ------- | ------------------------ | ------- | ----- |
| 1       | Paul Radmilovic (GBR)    | 25:02.4 | QS OR |
| 2       | Gunnar Wennerström (SWE) | 27:15.4 |       |
| 3       | Oreste Muzzi (ITA)       | 28:52.6 |       |

Sèrie 2
| Posició | Nedador                 | Temps   | Qual. |
| ------- | ----------------------- | ------- | ----- |
| 1       | Frank Beaurepaire (AZN) | 23:45.8 | QS OR |
| 2       | Sam Blatherwick (GBR)   | 25:15.4 |       |
| 3       | Piet Ooms (NED)         | 27:24.4 |       |
| 4       | Vilhelm Andersson (SWE) | 27:34.4 |       |

Sèrie 3
Moist no tingué cap rival en aquesta sèrie.
| Posició | Nedador           | Temps   | Qual. |
| ------- | ----------------- | ------- | ----- |
| 1       | Lewis Moist (GBR) | 26:52.0 | QS    |

Sèrie 4
| Posició | Nedador                     | Temps   | Qual. |
| ------- | --------------------------- | ------- | ----- |
| 1       | Thomas Battersby (GBR)      | 23:42.8 | QS OR |
| 2       | Frederick Springfield (AZN) | 24:52.4 |       |
| 3       | André Theuriet (FRA)        | 32:37.0 |       |

Sèrie 5
| Posició | Nedador               | Temps   | Qual. |
| ------- | --------------------- | ------- | ----- |
| 1       | John Jarvis (GBR)     | 25:51.6 | QS    |
| 2       | James Green (USA)     | 28:09.0 |       |
| 3       | Richard Hassell (GBR) | 28:14.8 |       |

Sèrie 6
| Posició | Nedador              | Temps   | Qual. |
| ------- | -------------------- | ------- | ----- |
| 1       | Henry Taylor (GBR)   | 23:24.4 | QS OR |
| 2       | Otto Scheff (AUT)    | 24:15.8 | qs    |
| 3       | Gustaf Wretman (SWE) | 28:40.8 |       |
| —       | Eduard Meijer (NED)  | DNF     |       |

Sèrie 7
Foster no tingué cap rival en aquesta sèrie.
| Posició | Nedador              | Temps   | Qual. |
| ------- | -------------------- | ------- | ----- |
| 1       | William Foster (GBR) | 24:33.0 | QS    |

### Semifinals
Es disputaren el dijous 23 de juliol de 1908. Els dos més ràpids de cara sèrie passaven a la final.
Semifinal 1
| Posició | Nedador                 | Temps      | Qual. |
| ------- | ----------------------- | ---------- | ----- |
| 1       | Henry Taylor (GBR)      | 22:54.0    | QF OR |
| 2       | Frank Beaurepaire (AZN) | 23:25.4    | QF    |
| 3       | William Foster (GBR)    | Desconegut |       |
| 4       | Lewis Moist (GBR)       | Desconegut |       |

Semifinal 2
| Posició | Nedador                | Temps   | Qual. |
| ------- | ---------------------- | ------- | ----- |
| 1       | Thomas Battersby (GBR) | 23:23.0 | QF    |
| 2       | Otto Scheff (AUT)      | 24:25.0 | QF    |
| —       | John Jarvis (GBR)      | DNF     |       |
| —       | Paul Radmilovic (GBR)  | DNF     |       |

### Final
La final es disputà el dissabte 25 de juliol de 1908. Taylor es va aturar després de l'arribada, però Battersby va continuar nedant fins a completar la milla amb la intenció de superar-ne el rècord mundial. No aconseguí el rècord del món, però sí el britànic, amb un temps de 24:33.0, millor que el 24:42.6 establert per David Billington el 1905.
| Posició | Nedador                 | Temps      |
| ------- | ----------------------- | ---------- |
| 1       | Henry Taylor (GBR)      | 22:48.4 WR |
| 2       | Thomas Battersby (GBR)  | 22:51.2    |
| 3       | Frank Beaurepaire (AZN) | 22:56.2    |
| 4       | Otto Scheff (AUT)       | Desconegut |